# Grania fiscellata
Grania fiscellata är en ringmaskart som beskrevs av DeWit och Erséus 2007. Grania fiscellata ingår i släktet Grania och familjen småringmaskar. Inga underarter finns listade i Catalogue of Life.